# Château de Chahury
Le château de Chahury est un édifice situé dans la commune française de Châtel-Saint-Germain, en Moselle.

## Histoire
Le château remplace un bâtiment plus ancien datant de la fin du XVIIIe siècle, le château de Chahury est quant à lui construit de 1910 à 1912 par l'architecte Adrien Collin, pour l'industriel Henri Cannepin. Il ressemble à l'architecture Louis XV à l'extérieur, le décor intérieur est influencé par l'Art Nouveau, notamment dans les vitraux du jardin d'hiver et dans les grilles en fer forgé, réalisées par Quentin, ferronnier à Metz.
Le portail d'entrée avec sa grille en fer forgé, les façades et les toitures du château et du bâtiment des communs, le hall d'entrée, l'escalier d'honneur et les pièces suivantes avec leur décor au rez-de-chaussée, le grand salon, le grand salon d'accueil et le jardin d'hiver sont inscrits au titre des monuments historiques par arrêté du 15 décembre 1980.